# Sarra Ouerghi
Sarra Ouerghi, née le 7 juin 1985 à Carthage (Tunisie), est une joueuse française de basket-ball. Elle joue principalement au poste d'ailière.

## Biographie
Après avoir accompagné la montée de Charleville, elle passe une saison à Lyon avant de resigner en Ligue 2 à Armentières. Après le dépôt de bilan du SOA, elle se retrouve sans club avant de signer à Roche Vendée fin novembre 2012.
Après une année 2015-2016 à Sceaux en NF2, elle rejoint durant l'été 2016 le COB Calais en Ligue 2.

## Clubs
| Saisons   | Équipe                     | Pays   |
| 2000-2005 | ASPTT Arras Basket         | France |
| 2005-2008 | ASPTT Charleville-Mézières | France |
| 2008-2009 | Saint-Jacques Sport Reims  | France |
| 2009-2011 | ASPTT Charleville-Mézières | France |
| 2011-2012 | Union Lyon Basket Féminin  | France |
| 2012-2012 | SO Armentières             | France |
| 2012-     | Roche Vendée               | France |
| 2015-2016 | Sceaux                     | France |
| 2016-     | COB Calais                 | France |

## Palmarès

### Sénior
- Championne de France NF1 en 2010